# Carolina Darias San Sebastián
Carolina Darias San Sebastián (castellà: Carolina Darias)  (Las Palmas de Gran Canaria, 25 de novembre de 1965) és una política espanyola d'origen canari, que va ser ministra de Política Territorial entre el gener del 2020 i el gener del 2021, i que actualment és ministra de Sanitat al Govern d'Espanya, d'ençà del 27 de gener del 2021. Anteriorment, havia estat la primera dona presidenta del Parlament de Canàries.
Membre del PSOE, va ser la consellera d'Economia, Coneixement i Ocupació del Govern de Canàries, format per una coalició del PSOE, Nova Canàries, Sí Podem i Agrupació Socialista de La Gomera. És llicenciada en Dret per la Universitat de La Laguna de Tenerife i funcionària de carrera del Cos Superior d'Administradors Generals de l'Administració Pública de les Canàries. Com a empleada pública, va ocupar llocs tècnics entre 1989 i 1999 en diferents àrees econòmiques del govern canari. El 1999 va ser elegida regidora de l'Ajuntament de Las Palmas de Gran Canaria. Entre el 2004 i el 2007, va ser la subdelegada del Govern de José Luis Rodríguez Zapatero a Las Palmas. Va ser diputada en el Parlament de les Canàries (2007-2008) i directora d'Ordenació del Territori, Urbanisme i Vivenda de l'Ajuntament de Las Palmas de Gran Canària (2008). Entre el 2008 i el 2011, va ser la delegada del Govern a les Canàries i, entre 2011 i 2015, portaveu socialista al Cabildo de Gran Canària. Entre 2015 i 2019, va ser presidenta del Parlament de Canàries, fins que el juny de 2019 va assumir la Conselleria d'Economia.
El 27 de gener del 2021 va assumir la cartera de Sanitat enmig de la pandèmia per covid-19, en substitució de Salvador Illa i Roca, que va dimitir el dia anterior després d'haver estat designat el cap de llista del PSC per a les eleccions al Parlament de Catalunya de 2021.